# 天正寺 (京都市)
天正寺（てんしょうじ）は、安土桃山時代の天正後半に、豊臣秀吉が京都紫野（船岡山）に造営を計画していた巨大寺院である。

## 概要
本能寺の変後に織田政権内で台頭した豊臣秀吉は、かつての主君織田信長の後継者としての地位を確立していったが、その中で計画されたのが天正寺という巨大寺院の造営であった。造営の主目的は、本能寺の変で倒れた信長の菩提を弔うことであったとされる。
天正寺の造営地には大徳寺近傍の紫野が選定され、正親町天皇から秀吉へ「天正寺」の勅額が下賜されたほか、信長の葬儀で導師を勤めた大徳寺住持の古渓宗陳が開山として招請された。また秀吉は、天正寺の仏殿に充てるべく、紀伊国根来寺の大伝法堂を解体して資材を京都へ移送するよう命じた。しかし、天正寺造営の計画は、中断され雲散霧消になってしまった。その理由については、天正13年（1585年）に秀吉が関白に任官したことで、織田氏への配慮で計画された天正寺を造営する必要がなくなったためとする見解もある。開山に招かれた古渓宗陳は、天正16年（1588年）に秀吉の勘気を蒙って博多へ追放されてしまい、根来寺から運ばれた大伝法堂の部材も大坂で放置され、腐朽してしまったという。その後、秀吉は天正寺に代わり大仏の造立を企図するようになったが、それについては方広寺（京の大仏）を参照のこと。
天正寺は結局完成しなかったが、造営予定地の船岡山一帯は江戸時代にも信長の霊地として保護され、後に明治天皇によって、信長を祭神とする建勲神社が創建された。